# 安田聖愛
安田 聖愛（やすだ せいあ、1996年6月23日 - ）は、日本の女性タレント、女性ファッションモデル、女優。
秋田県南秋田郡昭和町（現潟上市）出身。ホリプロ所属。第35回ホリプロタレントスカウトキャラバン「スターオーディション2010」グランプリ。

## 略歴
2010年「第35回ホリプロタレントスカウトキャラバン」にてグランプリを獲得し、デビューする。
2011年6月号から2012年3月号までファッション雑誌『ラブベリー』の専属モデルを務めた。

## 出演

### テレビドラマ
- GTO（2012年7月 - 9月、関西テレビ） - 森下鈴香 役
  - GTO 秋も鬼暴れスペシャル（2012年10月2日）
  - GTO 正月スペシャル! 冬休みも熱血授業だ（2013年1月2日）
  - GTO 完結編 〜さらば鬼塚! 卒業スペシャル〜（2013年4月2日）
- ストロベリーナイト アフター・ザ・インビジブルレイン「東京」（2013年1月26日、フジテレビ） - 栗原知世 役
- 美女と男子（2015年5月5日、NHK） - 市村静香 役
- 牙狼〈GARO〉-阿修羅-（2016年7月1日、テレビ東京） - レン 役
- 連続テレビ小説（NHK）
  - 半分、青い。 第36回（2018年5月12日）[4]
  - 虎に翼 第108回（2024年8月28日） -  星照子 役[5]
- おしい刑事 第2回（2019年5月12日、NHK BSプレミアム） - 三好遥花 役
- 仮面ライダーギーツ 13話 - 最終話（2022年12月4日 - 2023年8月27日、テレビ朝日） - サマス 役[6]
- 大河ドラマ 光る君へ  第23回（2024年6月9日、NHK） - 藤原元子 役

### 映画
- ロボジー（2012年1月） - 孫娘 役
- トイレの花子さん 新劇場版（2013年） - 佐伯真帆 役
- HK 変態仮面（2013年）
- 白魔女学園（2013年）
- 赤×ピンク（2014年2月22日） - あずみ 役
- L♡DK（2014年4月12日）
- キカイダー REBOOT（2014年5月24日） - ミツコの友達 役
- アルプス女学園（2014年9月27日） - 小野塚久仁子 役
- 群青色の、とおり道（2015年7月11日） - 真山幸恵 役
- リアル鬼ごっこ（2015年7月11日） - ユキ 役[7]
- orange（2015年12月12日）
- 任侠野郎（2016年6月4日） - 高校生 役
- ゾウを撫でる（2017年1月14日） - 女子高生 役
- ポエトリーエンジェル（2017年5月20日） - 説明会勧誘の美人 役
- 笑顔の向こうに（2019年2月16日） - ヒロイン・真夏 役[8]

### オリジナルビデオ
- 仮面ライダーギーツ ジャマト・アウェイキング（2024年7月24日） - Special Thanks

### 舞台
- ライチ☆光クラブ（2013年12月）

### Webドラマ
- ギーツエクストラ 仮面ライダーゲイザー（2024年4月7日、東映特撮ファンクラブ） - サマス 役[9]

### CM
- タカラトミー「ジェニー」（2010年）
- PARCO SWIM DRESSキャンペーンモデル（2011年）
- 龍角散
  - のどすっきり飴（2015年）[10]
  - のどすっきりタブレット（2016年）
  - らくらく服薬ゼリー（2016年）
- 東京メトロ「Find my Tokyo.」キャンペーン（2016年）[11]
- JA全農あきた 秋田米「あきたこまち」（2020年）

### ミュージック・ビデオ
- 空想委員会 - 純愛、故に性悪説

### 雑誌連載
- ラブベリー（2011年6月号 - 2012年3月号、徳間書店）専属モデル